# Bzenov
Bzenov je obec na Slovensku v okrese Prešov. První písemná zmínka o obci pochází z roku 1423. Žije zde 748 obyvatel.
Název obce se postupně měnil. V letech 1773 a 1786 – Berzenke, Bzenow. Od roku 1808 Berzénke, Bzdenow, Bzenow. V letech 1863 až 1913 – Berzenke. Po roce 1920 – Bziny, Bzenov, Bžany. Od roku 1927 – Bzenov.